# ムーンシャトル
『ムーンシャトル』（英: Moon Shuttle）は1981年6月に日本物産が発売した業務用ビデオゲーム。宇宙戦争を題材とし、隕石面と敵との交戦面を繰り返す面構成が特徴のシューティングゲームである。
本作は日本物産が発売した題名に「ムーン」を冠するゲームの一つであり、その中で最後に発売された作品となっている。

## ゲーム内容
5方向レバーと発射ボタンでロケットを操作し、波動砲で敵や隕石を撃墜する宇宙戦争ゲームである。本作には隕石を潜り抜けて暗黒帝王とその軍団に闘いを挑む舞台設定が存在している。
本作の面構成は隕石面と敵との交戦面が交互に繰り返される仕様となっている。
隕石面では右方向に進むロケットを操作して、波動砲で邪魔な隕石を壊しながら上下方向に流れる隕石群を潜り抜けることが要求される。また、隕石面に限りレバーを右方向に入力することでロケットを加速できる。
交戦面では、不規則な挙動の敵たちを倒すことが要求される。敵は5種類存在し、原則として各面1種類ずつと対戦を行う。
配点は隕石が1個20点から50点、敵が1体10点から50点となっている。また、隕石面を激突することなく突破すると、面進行に応じて500点から2000点の得点が獲得できる。
残機を全て失うとゲームが終了する。残機は得点による増加のほか、隕石群の中に存在する隠しロケットを破壊することでも増やすことができる。また、本作はプレイ中に硬貨を投入することで残機が増加する仕様となっている。
本作は音声合成をゲーム中に盛り込んでおり、「やった」「がんばってね」の音声がプレイ中に再生される。

## 移植版
1983年にDatasoftが日本物産からの許諾を受け、コモドール64版、Atari 400/800/1200版、TRS-80 Color Computer版を発売している。
2024年10月3日には、ハムスターが『アーケードアーカイブス』の1作品として、Nintendo Switch版、PlayStation 4版を発売している。この移植版は業務用版の移植であり、音声合成が英語仕様のものを収録している。